# Trocodima pellucida
Trocodima pellucida là một loài bướm đêm thuộc phân họ Arctiinae, họ Erebidae.